# 14876 Dampier
14876 Dampier è un asteroide della fascia principale. Scoperto nel 1990, presenta un'orbita caratterizzata da un semiasse maggiore pari a 2,4770188 UA e da un'eccentricità di 0,0794061, inclinata di 7,31192° rispetto all'eclittica.